# Campanula hedgei
Campanula hedgei är en klockväxtart som beskrevs av Peter Hadland Davis. Campanula hedgei ingår i släktet blåklockor, och familjen klockväxter. Inga underarter finns listade i Catalogue of Life.